# Гевеа-де-гумбольдтский сапотекский язык
Гевеа-де-гумбольдтский сапотекский язык (Guevea de Humboldt Zapotec, Northern Isthmus Zapotec, Zapoteco de Guevea de Humboldt) — сапотекский язык, на котором говорят перешейка Теуантерек на востоке штата Оахака в Мексике.